# Eleutherodactylus gossei
Eleutherodactylus gossei es una especie de rana de la familia Eleutherodactylidae.

## Distribución geográfica
Es endémica de Jamaica.

## Estado de conservación
Se encuentra ligeramente amenazada por la pérdida de su hábitat natural. 